# 16647 Robbydesmet
16647 Robbydesmet è un asteroide della fascia principale. Scoperto nel 1993, presenta un'orbita caratterizzata da un semiasse maggiore pari a 2,3719020 UA e da un'eccentricità di 0,0539448, inclinata di 4,55275° rispetto all'eclittica.